# حديث قوي
حديث قوي هو أحد أقسام الحديث المُختلف عليه عند الشيعة (الأصولية بشكل خاص)، ويُعرف بأنه الحديث الذي وقع في سنده رجل على مذهب الإمامية، لم يذكر له ذم ولا مدح في كتب الرجال.

## حوله
- يُقسم الشيعة الإمامية الحديث إلى أربعة قسام حسب المشهور: «صحيح، وموثق، وحسن، وضعيف»،[1][2] وزاد بعضهم قسمًا خامسًا وهو الحديث: «القوي»،[3] وبعض العلماء يُسمي الحديث الموثق بالقوي، ولكن هناك من يُفرق بينهما.[4]
- ذكر المحدث حسين النوري الطبرسي في تعريف الحديث القوي: «الظاهر أن المراد من القوي ما كان بعض رجال سنده أو كله، الممدوح من غير الامامي ولم يكن فيه من يضعف به الحديث».[5]
- قد يُشار إليه أيضًا بالحديث الموثق، ويُذكر أن هناك فرق بينهم، فيطلق الموثق على الحديث الذي وقع في سنده رجل غير إمامي، ومنصوص على وثاقته في كتب الرجال، و«يقتصر في إطلاق القوي على الحديث الذي يرويه الامامي الذي لم ينعت في كتب الرجال بمدح أو ذم».[3]
- يستنكر بعض الإخبارية هذا التقسيم، فيرون أن جميع الأحاديث في الكتب الأربعة صحيحة ويجب العمل بها حسب وجهة نظرهم.[1] وقد خصص الشيخ الشيعي مهدي الكجوري الشيرازي قسم خاص في كتابه «الفوائد الرجالية»، للرد على الإخبارية وإثبات الحاجة إلى علم الرجال.[6]

## كتب حوله
- كتب الدكتور مصطفى صالح مهدي كتاب باسم: «الحديث القوي والحديث الموثق».[7]